# تاكاهيرو يامادا (لاعب جمباز فني)
تاكاهيرو يامادا (باليابانية: 山田隆弘؛ بالكانا: やまだ たかひろ) هو لاعب جمباز فني ياباني، ولد في 9 يونيو 1964 في توكوشيما في اليابان.

## وصلات خارجية
- تاكاهيرو يامادا على موقع أوليمبيديا (الإنجليزية)